# Jacques Soguel
Ne doit pas être confondu avec Bernard Soguel.
Jacques Soguel, né le 17 mars 1956, est un joueur suisse de hockey sur glace. Il évolue au poste de centre ou d'ailier gauche. Ses frères, Sergio et Claude Soguel, ont également évolué au plus haut niveau suisse en hockey sur glace.

## Biographie

### Carrière en club
Jacques Soguel a effectué toute sa carrière au HC Davos, entre 1974 et 1991. Avec le club grison, il a fêté la promotion en LNA lors de la saison 1978-1979 et deux titres de champion de Suisse, en 1984 et 1985, alors qu'il est le capitaine du club grison. Il a également été présent lorsque les Davosiens sont descendus en LNB, en 1989, et même en 1e ligue la saison suivante. Il met toutefois un terme à sa carrière, en 1991, sur un succès, en participant à la remontée du HC Davos en deuxième division suisse. Durant sa carrière, longue de 17 ans, Jacques Soguel a disputé plus de 500 matchs avec le HC Davos, marquant quelque 200 buts. Entre 1982 et 1985, il était considéré, par différents observateurs, comme le meilleur attaquant suisse évoluant en LNA. Ses principales qualités étaient un excellent patinage, un grand sens du but et une remarquable technique, faisant de lui le meneur de jeu de son équipe. Bien qu'ayant toujours travaillé, Jacques Soguel est devenu, à la fin de sa carrière, agent immobilier à Davos
Outre sa carrière dans les Grisons, Jacques Soguel est surtout connu pour être le premier joueur suisse à avoir été choisi lors d'un Repêchage d'entrée dans la LNH. Il a en effet été choisi, à sa plus grande surprise d'ailleurs, par les Blues de Saint-Louis, en 8e ronde (121e choix au total) en 1976. Il n'a cependant jamais été contacté par la franchise du Missouri par la suite.

### Carrière internationale
Jacques Soguel a porté le maillot de l'équipe de Suisse à 81 reprises (21 buts) en tout.
Il a participé six championnats du monde (1981, 1982, 1983, 1985, 1986 et 1987), fêtant la promotion de la Suisse dans le groupe A en 1986.

## Palmarès et honneurs personnels
- Repêché à la 8e ronde (121e choix au total) en 1976 par les Blues de Saint-Louis.
- Champion de Suisse de LNB et promotion en LNA en 1979 avec le HC Davos.
- Champion de Suisse de LNA en 1984 et 1985 avec le HC Davos.
- Capitaine du HC Davos entre 1982 et 1989[1].
- Champion de Suisse de 1e ligue et promotion en LNB en 1991 avec le HC Davos

### Sources
- (de) Cet article est partiellement ou en totalité issu de l’article de Wikipédia en allemand intitulé « Jacques Soguel » (voir la liste des auteurs).